# Samuel Cooper
Pour les articles homonymes, voir Cooper.
Samuel Cooper (1609-1672) est un miniaturiste anglais de grand renom. Il est le plus grand miniaturiste anglais du XVIIe siècle.

## Vie et œuvre
Il semble qu’il soit né à Londres vers 1609. Par contre on sait avec certitude qu’il est le neveu du miniaturiste John Hoskins dont il est également l’élève tout comme son frère cadet Alexander également miniaturiste mais moins renommé. On dit que son oncle, au vu de son talent, en devient jaloux. C'est probablement à cette époque qu'il entreprend un long voyage sur le Continent. On le retrouve dans l'entourage de Philippe van Dyck (1680-1752).
Lors de la restauration de la monarchie en Angleterre (1662), il devient le protégé de Charles II d'Angleterre qui lui confère le titre de fournisseur attitré du Roi en Enluminures (King's Limner).
Il habite au numéro 11 de Henrietta Street dans le quartier de Covent Garden. Physiquement, c’est un homme petit et râblé au teint rougeaud. Épicurien et un bon vivant qui fréquente assidument la maison du café, Garden Coffee, situé près de chez lui. Samuel Pepys, un de ses amis proches, pour lequel Cooper, en 1668, exécute le portrait de sa femme, dit de lui que c’est un bon musicien qui joue très correctement du luth. Il parle aussi couramment le Français ce qui, pour l’époque, le classe parmi les érudits.En 1668, à la demande de son époux, il exécute un portrait de Madame Pepys. Il épouse une certaine Christiana sur laquelle nous n’avons pas de renseignement si ce n’est que son portrait se trouve au monastère de Welbeck. Une fille naîtra de leur union.
De la correspondance que Cooper a échangée avec le naturaliste John Ray, on sait qu’il a peint également John Aubrey, richissime antiquaire Londonien dont le portrait est exposé a l’Ashmolean Museum en 1691. John Evelyn rapporte qu’en 1662, lors de la visite qu’il rend au Roi, Cooper dessine le portrait de ce dernier pour qu’il figure en effigie sur les nouvelles pièces de monnaie du royaume.
Des exemples de son travail sont conservés au Château de Windsor, au Château de Belvoir, à Montague House ainsi qu’à l’abbaye de Welbeck, à la Ham House de Londres, au Rijksmuseum (Amsterdam) ainsi que dans la collection de J. Pierpont Morgan. Ses miniatures les plus importantes sont en possession du duc de Richmond et Gordon à Goodwood. Une annotation de sa main est répertoriée au dos d’une des miniatures qu’il a peinte et qui est conservée dans les collections de l’Abbaye de Welbeck. Un dessin à la craie noire se trouve actuellement dans la Galerie Universitaire d’Oxford. Son autoportrait est entre les mains de J. Pierpont Morgan.

La date de son décès a été fixée grâce au journal intime de la miniaturiste Mary Beale. Cette information est corroborée par des lettres de Charles Manners à Lord Ross, datées de 1672 et actuellement propriété du duc de Rutland au Château de Belvoir. Dans une lettre datée du 4 mai 1672, Manners écrit que le peintre est sérieusement malade et qu’il doute de son rétablissement. Mary Beale note son décès en ces termes :

« Dimanche 5 mai 1672 – Mr. Samuel Cooper, le plus grand enlumineur au monde est décédé »

Cooper a toujours su maintenir sa réputation. L'immense considération qu'il a acquise de son vivant est démontrée par le prix qu'il demande pour réaliser une miniature : le double de celui que demande Lely pour un portrait à mi-corps.

## Galerie

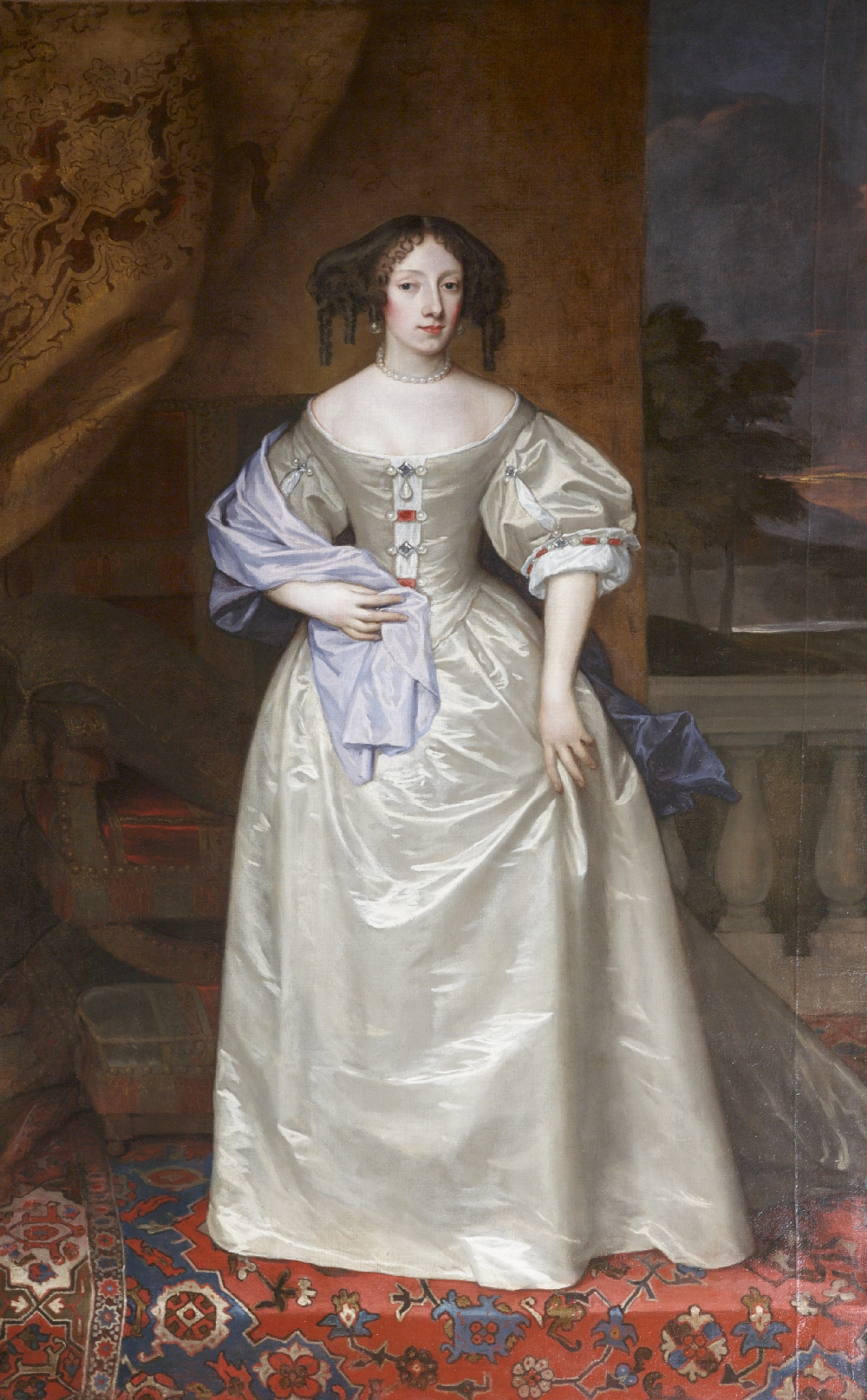
Henriette d'Angleterre
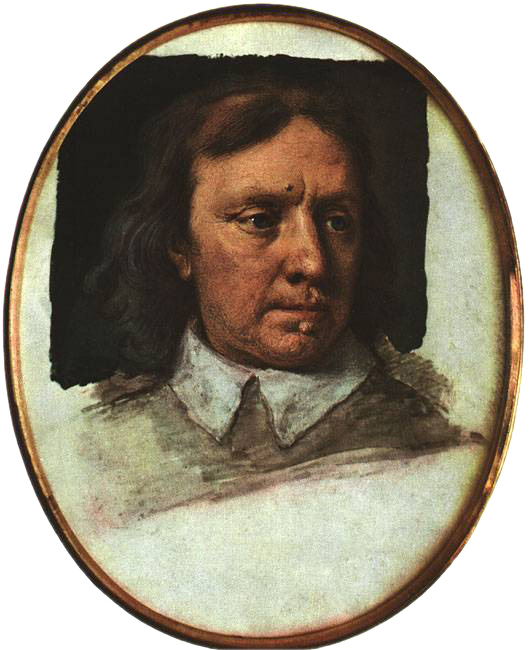
Olivier Cromwell
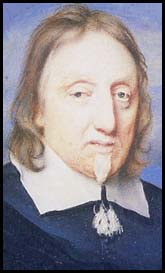
William Lenthall (1652)
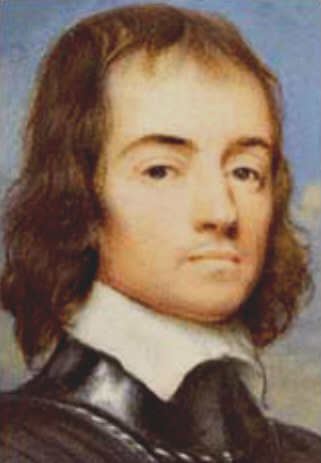
Robert Lilburne
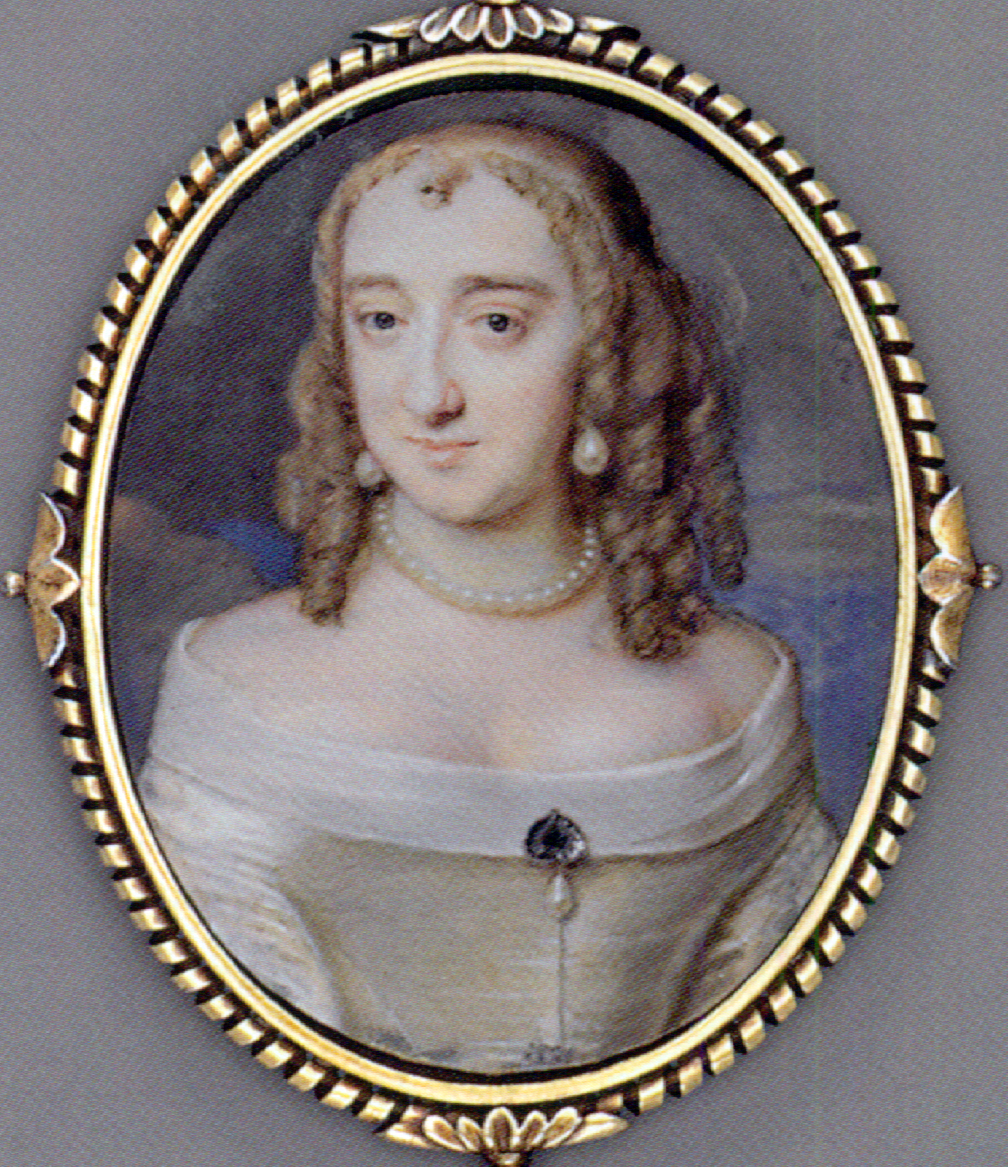
Lady Marsham